# 浦城県
浦城県（ほじょう-けん）は中華人民共和国福建省に位置する省直轄の県であり、しばらくの間、南平市の代理管轄下に置かれている。

## 歴史
196年（建安元年）に漢興県が設置される。260年（永安3年）に呉興県と改称された。隋代に建安県に編入されたが、621年（武徳4年）に再び分割され唐興県と命名された。武則天により691年（天授2年）に武寧県と一時改称されたが、705年（神龍元年）に唐興県と名称が戻され、742年（天宝元年）に浦城県と改称され現在に至る。

## 行政区画
下部に2街道、9鎮、8郷を管轄する。
- 街道
  - 南浦街道、河浜街道
- 鎮
  - 富嶺鎮、石陂鎮、臨江鎮、仙陽鎮、水北街鎮、永興鎮、忠信鎮、蓮塘鎮、九牧鎮
- 郷
  - 万安郷、古楼郷、山下郷、楓渓郷、濠村郷、管厝郷、盤亭郷、官路郷

## 交通

### 道路
- 高速道路
  - 京台高速道路
  -  浦武高速道路（中国語版）
- 国道
  - G205国道